# Hush (허쉬의 음반)
《Hush》는 대한민국의 음악 그룹인 허쉬의 1번째이자 마지막 정규 음반이다. 1999년 11월 1일에 발매되었다. 타이틀 곡은 〈Hush〉, 후속곡은 〈애인〉이다.

## 특징
- 1번 트랙 〈처연(悽然)》은 루트비히 판 베토벤의 《비창 소나타》 2악장을 편곡했다.
- 2번 트랙 〈Hush〉는 금관악기의 리듬, 복고풍의 멜로디, 안정적인 가사가 결합된 퓨전 재즈 스타일의 노래이다.
- 3번 트랙 〈그때 알았다면〉은 발라드 스타일의 팝 음악 노래이다.
- 4번 트랙 〈Addicted Love (중독)〉은 모던 록 스타일의 노래이다.
- 5번 트랙 〈너구리의 사랑〉은 리듬 앤 블루스(R&B) 스타일의 노래이다.
- 6번 트랙 〈애인〉은 댄스 팝 스타일의 노래이다.
- 7번 트랙 〈Remember〉는 라틴 팝과 재즈가 결합된 라틴 재즈 스타일의 노래이다.

## 수록곡
| #            | 제목                     | 작사         | 작곡               | 편곡         | 가수  | 재생 시간 |
| ------------ | ------------------------ | ------------ | ------------------ | ------------ | ----- | --------- |
| 1.           | 〈처연(悽然)〉           |              | 루트비히 판 베토벤 |              | 01:40 |           |
| 2.           | 〈Hush〉                 | 유유진       | 박근태             | 허쉬         | 03:45 |           |
| 3.           | 〈그때 알았다면〉        | 유유진       | 박근태             | 허쉬         | 04:48 |           |
| 4.           | 〈Addicted Love (중독)〉 | 조수아       | 박근태, 조수아     | 허쉬         | 03:57 |           |
| 5.           | 〈너구리의 사랑〉        | 김일진       | 김일진             | 허쉬         | 03:46 |           |
| 6.           | 〈애인〉                 | 유유진       | 박근태             | 허쉬         | 04:13 |           |
| 7.           | 〈Remember〉             | 유유진       | 조수아             | 허쉬         | 04:26 |           |
| 8.           | 〈애수〉                 | 이현숙       | 조수아             | 허쉬         | 03:53 |           |
| 9.           | 〈내 마음을 뺏어봐〉     | 심현보       | 김일진             | 허쉬         | 04:04 |           |
| 10.          | 〈하얀 그리움〉          | 김일진       | 김일진             | 허쉬         | 05:01 |           |
| 총 재생 시간 | 총 재생 시간             | 총 재생 시간 | 총 재생 시간       | 총 재생 시간 | 39:33 |           |